# John Wojtowicz
John Stanley Wojtowicz (ur. 9 marca 1945, zm. 2 stycznia 2006) – amerykański złodziej znany pod pseudonimem „Pies”, którego historia zainspirowała powstanie filmów Pieskie popołudnie, The Third Memory i Oparty na faktach.

## Życie
W 1967 poślubił Carmen Bifulco, która urodziła ich dwoje dzieci. W 1969 rozwiódł się z nią. W 1971 poślubił Elizabeth Eden.

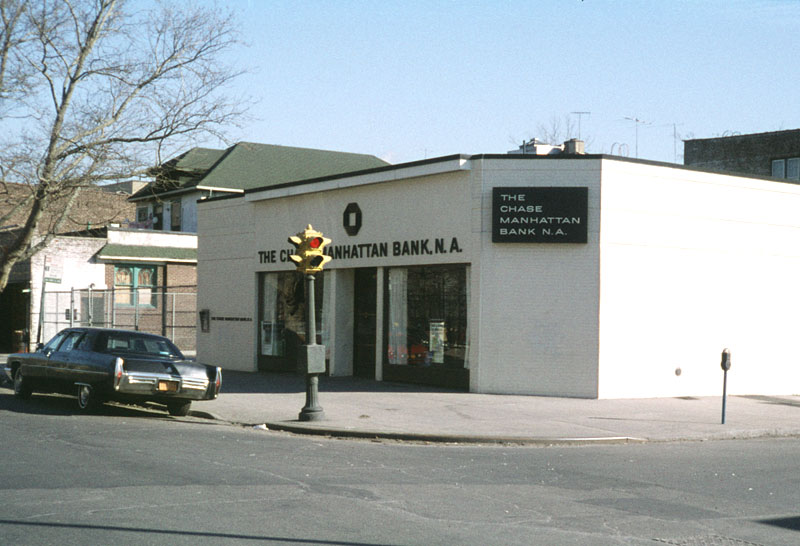
Chase Manhattan Bank w którym rozegrały się wydarzenia z 1972 r.

22 sierpnia 1972 Wojtowicz z Salvatorem Naturale i Robertem Westenbergiem dokonali napadu na jeden z brooklińskich banków. Celem napadu była chęć zdobycia przez Wojtowicza pieniędzy na operację korekty płci dla Eden. Po rozpoczęciu napadu okazało się, że w bankowym sejfie nie ma pieniędzy. Westenberg nie wytrzymał nerwowo popełnianego przestępstwa i uciekł. Wojtowicz i Naturale przetrzymywali jako zakładników siedmiu pracowników banku przez 14 godzin, podczas których trwały negocjacje. Między zakładnikami i wspólnikami nawiązała się nić zrozumienia (syndrom sztokholmski), a serwisy informacyjne poparły rabusiów. Akcja FBI doprowadziła do śmierci Naturale i ujęcia Wojtowicza.
Za napad i wzięcie zakładników Wojtowicz został skazany na 20 lat więzienia, wyszedł warunkowo na wolność po 6 latach. Dwukrotnie jeszcze trafiał do więzienia. Za prawo do sfilmowania jego historii w filmie Pieskie popołudnie otrzymał honorarium. Jego postać odtworzył Al Pacino; w filmie użyto fałszywego nazwiska Sonny Wortzik. Zmarł na raka.